# Lijst van voetbalinterlands Bulgarije - IJsland (vrouwen)
Deze lijst van voetbalinterlands is een overzicht van alle officiële voetbalinterlands tussen de nationale vrouwenteams van Bulgarije en IJsland. De landen hebben tot nu toe twee keer tegen elkaar gespeeld.

## Wedstrijden
| № | Plaats    | Datum        | Competitie           | Wedstrijd           | Uitslag |
| - | --------- | ------------ | -------------------- | ------------------- | ------- |
| 1 | Reykjavik | 19 mei 2011  | EK 2013 kwalificatie | IJsland − Bulgarije | 6 − 0   |
| 2 | Lovetsj   | 21 juni 2012 | EK 2013 kwalificatie | Bulgarije − IJsland | 0 − 10  |

## Samenvatting
| Competitie      | Totaal gespeeld | Winst Bulgarije | Gelijk | Winst IJsland | Doelsaldo Bulgarije – IJsland |
| --------------- | --------------- | --------------- | ------ | ------------- | ----------------------------- |
| EK-kwalificatie | 2               | 0               | 0      | 2             | 0 − 16                        |
| Totaal          | 2               | 0               | 0      | 2             | 0 − 16                        |